# Шведська ковбаса

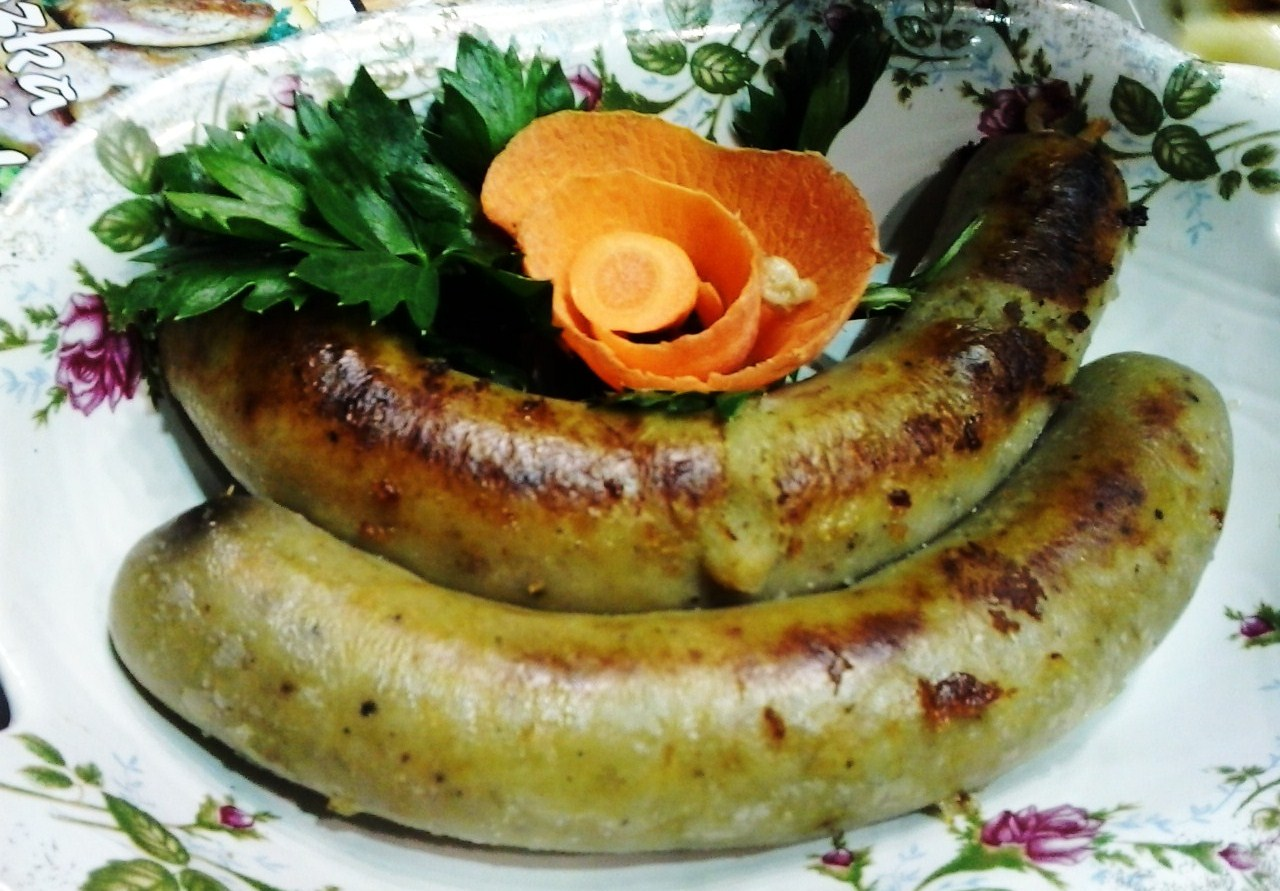
Кішку подають до споживання

Шведська ковбаса — картопляна ковбаса, традиційна страва регіону Валч.
Шведську ковбасу внесена до Переліку традиційних продуктів Міністерства сільського господарства та сільського розвитку 6 березня 2012 року. Його можна виробляти лише в гміні Валч.
Історія села Швеця починається з 1590 року, коли місцевість заселили переселенці з Помор'я (20 кріпаків німецької національності). Основним компонентом раціону їхніх нащадків після поширення цієї рослини в Європі була картопля. У селі була велика винокурня, яка переробляла цю сировину, що також стала основою місцевого раціону. Після Другої світової війни традиція збереглася (винокурня продовжувала працювати). Традицію перейняли переселенці з інших частин Польщі.
Спочатку, до війни, кишку готували з тертої сирої картоплі, ячменю, солі, рису, кориці та майорану. Зараз для його виробництва використовують сиру та варену картоплю, сиро-копчений бекон, цибулю, манну крупу, яйця і спеції.Все це набивається у кишки та вариться близько 10 хвилин. Щороку в червні у Швеці проходить фестиваль Świętojanki (Свято літньої ночі), на якому можна скуштувати ковбасу. Її можна їсти як гарячою, так і холодною.